# Курлауты
Курлауты (монг. хурлауд) — одно из средневековых монгольских племён, вошедших в состав империи Чингисхана в начале XIII века.

## Этноним
В переводе Л. А. Хетагурова этноним отражён в форме курлаут, в переводе И. Н. Березина в форме курлуут (курлут). В монгольском переводе Ц. Сүрэнхорлоо этноним отражён в формах хурлауд и хурлаут, в английском переводе У. М. Такстона — в форме kürlü'üt. Этноним также встречается в формах курлеут, керлеут, курлавут, курлагут.
Этноним курлаут, возможно, имеет общее происхождение с другим монгольским этнонимом куралас.

## История

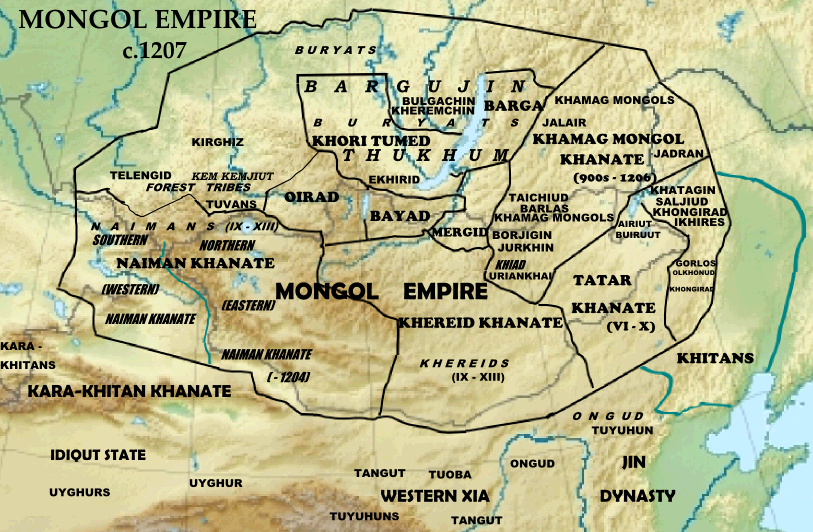
Монгольская империя в 1207 г.

По сведениям из «Сборника летописей», курлауты близки таким племенам, как кунгират, элджигин и баргут. У этих племён одинаковая тамга. Союзные отношения между ними были скреплены межплеменными браками.
Племя курлаутов включало две ветви: джунгуркин и уймакут.
Рашид ад-Дин писал, что эти четыре племени никогда не воевали и не враждовали с Чингисханом. Он в свою очередь «никогда их не делил и никому не давал в рабство по той причине, что они не были его противниками». Они «следовали путями побратимства» и состояли в кешике Джида-нойона (Чжедая).
Из племени курлаут-уймакут происходил Эбугэн-нойон, один из старших эмиров времён Чингисхана; «его сын Бурунтай-нойон во время Чингиз-хана также был почтенным эмиром; его сын Туртака-нойон состоял при Арик-Бука и постоянно сопровождал его».
При Хубилай-хане Туртака-нойон стал «старшим эмиром» и получил «должность эмира дивана и везирата; ни один из эмиров не был выше его степенью». По приказу Хубилая он был послан во владение Хайду. Однако когда отношения между Хайду и Хубилаем обострились, он потребовал его назад.
Туртака-нойон, испугавшись, с небольшим числом нукеров бежал и присоединился к «Юбкуру, сыну Арик-Буки, и к Улус-Бука, внуку Менгу-каана и сыну Зиркея, которые были оба со стороны Кайду». Он оставался с ними вплоть до смерти Хубилай-хана. После он вместе с выше упомянутыми царевичами отправился на службу к Тэмуру (Тимур-каану).
В главе, посвящённой курлаутам, Рашид ад-Дином упоминаются Мазук-нойон, Кара-юртчи (отец Мазука), Андуз-Бука (сын Караки, старшего брата Мазука), Шикуки-нойон, Гараки.
Во времена Хулагу-хана, Кара-юртчи, отец Мазука, «был старшим из всех юртчи и всех эмиров, которые приходили с ним. Менгу-каан беседовал с ними и наставлял». «Во время Абага-хана был Андуз-Бука, сын Караки», «он был при Хулагу-хане зонтоносцем [шукурчи]. Когда умер его отец, он стал старшим над всеми юртчиями». Мазук-нойон (Мазук-кушчи) был старшим начальником сокольничих (кушчиан). «Шикуки-нойон, который в эпоху Хулагу-хана был судьею [йаргучи] и вместе с Гараки отправился в Хорасан».

## Современность
В источниках по этнографии монгольских народов встречаются схожие этнонимы, такие как горлагад (хурлагад ~ хорлагад), горолуд (хоралуд ~ хуралуд), горлагас (хорлагас ~ хурлагас). В современной Монголии проживают носители таких родовых фамилий, как хорлууд, хурлаад, хурлагад, хурлагууд, хурлад, хурлуд, хурлууд, хүрлүүд. При этом носители данных родовых имён могут быть потомками другого монгольского племени куралас.
В Среднем жузе казахов у племени кыпшак есть род курлеут (керлеут). Курлауты — одно из племён, вошедших в своё время в состав узбеков и могулов (племя кÿрлäгÿт). Керлеут — название нескольких сёл в Крыму.